# Aanslag in Nice op 29 oktober 2020
De aanslag in Nice op 29 oktober 2020 vond plaats in de Notre-Dame van Nice. Bij de mesaanval vielen drie doden, twee vrouwen en een man. De dader raakte bij de arrestatie gewond en moest in kritieke toestand overgebracht worden naar het ziekenhuis.

## Slachtoffers
In de kerk werden de koster en een schoonmaakster gedood. Bij beide slachtoffers werd de keel doorgesneden. Toen de dader de kerk verliet stuitte hij op een andere vrijwilligster, op wie hij eveneens instak. Zij raakte zwaargewond maar wist te vluchten naar een nabijgelegen café, waar ze bezweek aan haar verwondingen.

## Reacties
Enkele uren na de aanslag verhoogde Jean Castex, premier van Frankrijk, het dreigingsniveau voor terroristische aanslagen op Frans grondgebied naar het hoogste niveau. Emmanuel Macron, president van Frankrijk, betuigde zijn steun aan de burgemeester van Nice. Verder veroordeelde de Franse islamitische koepelorganisatie CFCM de aanslag in Nice.